# Kino Konesera
Kino Konesera – jeden z miesięczników  wydawanych przez Carisma Entertainment Group. Do każdego numeru była dołączana płyta DVD z filmem. Filmy w Kinie Konesera były filmami wielokrotnie nagradzanymi, lub w których występują znani aktorzy. Na początku na pudełkach płyt znajdowało się logo gazety. Zniknęło w 2007. Gazeta nie ukazuje się w wakacje.

## Spis filmów wKinie Koneseraw 2004 roku
- nr 01/2004 : Pianista (reż. Roman Polański)
- nr 02/2004 : Show
- nr 03/2004 : Quo Vadis
- nr 04/2004 : Kruk 3: Zbawienie (Film ukazał się ostatecznie w Kinie Grozy)
- nr 05/2004 : Pornografia

## Spis filmów wKinie Koneseraw 2005 roku
- nr 01/2005 : Das Boot - Okręt
- nr 02/2005 : Dobry wojak Szwejk
- nr 03/2005 : Melduję posłusznie
- nr 04/2005 : Monthy Python - A teraz coś z zupełnie innej beczki
- nr 05/2005 : Czas apokalipsy: Powrót
- nr 06/2005 : U-571
- nr 07/2005 : Pająk (reż. David Cronenberg)
- nr 08/2005 : Teren prywatny (w roli głównej John Travolta)
- nr 09/2005 : Malice - Pełnia Zła

## Spis filmów wKinie Koneseraw 2006 roku
- nr 01/2006 : Szósty zmysł (w roli głównej Bruce Willis)
- nr 02/2006 : Skazani na Shawshank (Na podstawie noweli Stephena Kinga)
- nr 03/2006 : Życie za życie
- nr 04/2006 : Prawo Bronxu (w roli głównej Robert De Niro
- nr 05/2006 : Za wszelką cenę (w roli głównej Nicole Kidman)
- nr 06/2006 : Obserwator (w roli głównej Keanu Reeves)
- nr 07/2006 : Dotyk Przeznaczenia (w rolach głównych Keanu Reeves i Cate Blanchett; reż. Sam Raimi)
- nr 08/2006 : Pytanie do Boga (w roli głównej Antonio Banderas
- nr 09/2006 : Nieugięci (w rolach głównych Michael Madsen, John Malkovich, Nick Nolte i Melanie Griffith)
- nr 10/2006 : Biegnij Lola, biegnij (w roli głównej Franka Potente)
- nr 11/2006 : Wielki podryw (w roli głównej Sigourney Weaver)
- nr 12/2006 : Amelia (w roli głównej Audrey Tautou)
- nr 13/2006 Wydanie specjalne : Jan Paweł II

## Spis filmów wKinie Koneseraw 2007 roku
- nr 01/2007 : Prawdziwa historia (w roli głównej Anthony Hopkins)
- nr 02/2007 : Johnny Mnemonic (w roli głównej Keanu Reeves)
- nr 03/2007 : Karol - Papież, który pozostał człowiekiem (w roli głównej Piotr Adamczyk)
- nr 04/2007 : Ostatni taniec pana T
- nr 05/2007 : Przypadek Stephanie Daley
- nr 06/2007 : Bandyta
- nr 07/2007 : Kanibal z Rotenburga
- nr 08/2007 : Wyjdź za mnie w Święta
- nr 09/2007 : Las cieni

## Spis filmów wKinie Koneseraw 2008 roku
- nr 01/2008 : Spokojny człowiek
- nr 02/2008 : Uwaga Violet

Zobacz też: Kino Akcji, Kino Grozy, Kino Komedii, Kino Grozy Extra, Kino Kryminalne, Kino Familijne, Kino Familijne Junior, Mocne Kino, Super Kino.